# Камский (посёлок, Рыбно-Слободский район)
Камский — посёлок в Рыбно-Слободском районе Республики Татарстан России. Входит в Большеелгинское сельское поселение (2013 год).

## История
- 1962 год — присоединение Русско-Ошнякского сельсовета с населёнными пунктами: с. Сорочьи Горы, с. Масловка, п. Камский к Большеелгинскому сельсовету. Сельсовет именуется Сорочье-Горским и входит в состав Пестречинского района
- 2001 год — Большеелгинское местное самоуправление разукрупнено на два местных самоуправления : Большеелгинское и Сорочье-Горское[1]
- 18 октября 2013 года — Большеелгинское сельское поселение преобразовано путём присоединения к нему Сорочье-Горского сельского поселения[2]

## Транспортная инфраструктура
Вблизи посёлка Камский находится Мост через Каму на автодороге Р239.

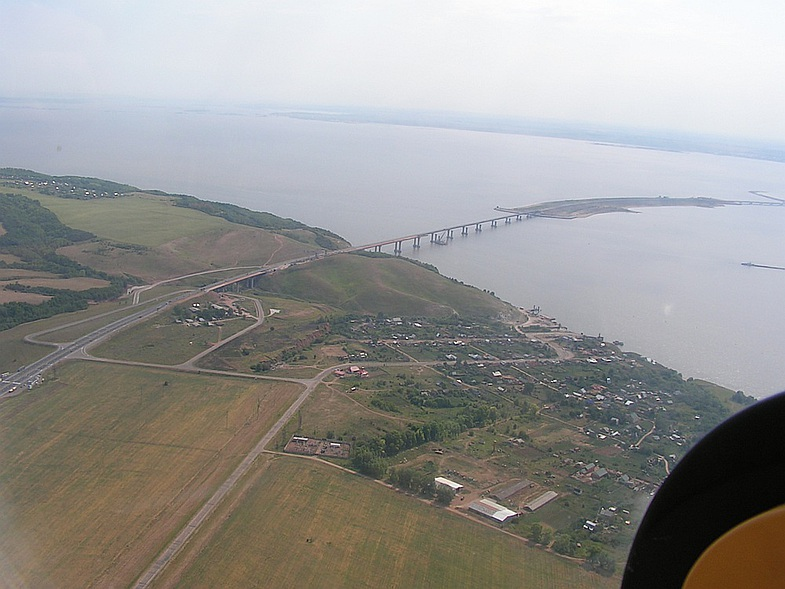
Вид на Мост через Каму на автодороге Р239 и пос. Камский (на фото слева от моста)